# دیوید بول
دیوید بول (انگلیسی: David Boll؛ زادهٔ ۵ مهٔ ۱۹۵۳) دوچرخه‌سوار اهل ایالات متحده آمریکا است. وی در بازی‌های المپیک تابستانی ۱۹۷۶ شرکت کرده است.